# Операция „Ы“ и други приключения на Шурик
Операция „Ы“ и другите приключения на Шурик (на руски: „Операция „Ы“ и другие приключения Шурика“) е съветска комедия от 1965 г., режисирана от Леонид Гайдай. Състои се от три части: „Партньор“, „Измама“ и „Операция "Ы"“.

## Сюжет

### Партньор
Действието се развива на строителна площадка. Там се появява снажният хулиган Федя, който излежава 15 дни административен арест за сбиване в автобус. Жертвата в тази битка е дребничкият студент Шурик, който предава Федя на полицията и работи на непълен работен ден на същата строителна площадка. Без да знае за сложните отношения между героите, бригадирът Павло Степанович ги събира в екип и оттогава Федя прави всичко, за да отмъсти на Шурик за унижението си. Умният ученик дава решителен отпор на партньора си: понякога го увива в тапет, понякога издърпва дрехите му от душа... Във финала на битката Шурик провежда разяснителна работа с Федя – „лекува“ го с пръчка и с фраза, станала крилата: „Трябва Федя, трябва!“ На следващия ден Федя е ентусиазирано готов да отиде на всяка друга работа, но му е назначен личен наряд. След като научава, че през всичките 15 дни ще трябва да работи заедно с Шурик, Федя припада.

### Измама
Тече изпитна сесия в Политехническия институт. Героят не намира необходимите лекции за подготовка и търсейки материала от всички познати, го намира у непозната студентка. Заедно те са погълнати от четенето на лекциите и нито за момент не се поглеждат в очите. Момичето е сигурно, че се готви за изпита заедно с приятелката си, и не подозира, че е прекарала целия ден с непознат мъж.
След изпита Петя – приятелят на Шурик, го запознава с Лида, същата студентка, и те веднага се влюбват. Като гост на Лида, Шурик внезапно осъзнава, че тук, в чуждия апартамент, всичко му е познато – предмети, звуци, миризми и т.н. Лида и Шурик провеждат научен експеримент, за да открият парапсихологическите способности на Шурик. Този експеримент завършва с целувка.

### Операция „Ы“
В последния разказ Шурик заменя стопанката на поста пазач на търговска база. Героят обаче не знае, че същата нощ се готви мащабен обир. Корумпираният управител на базата наема трима измамници – Трус, Балбес и Бъйвалъй – да организират кражба с взлом и по този начин да оправдае липсите при предстояща ревизия. Въпреки това внимателно планираната и репетирана операция се проваля заради смелия Шурик.

## Създатели
- Сценаристи: Яков Костюковски, Морис Слободской, Леонид Гайдай
- Сценичен режисьор – Леонид Гайдай
- Главен оператор – Константин Бровин
- Главен изпълнител: Артър Бергер
- Композитор – Александър Зацепин
- Звукови инженери: Виктор Бабушкин, В. Лещев

## В ролите
- Александър Демяненко – Шурик
- Алексей Смирнов – Федя
- Наталия Селезньова – Лида
- Георгий Вицин – Трус
- Евгений Моргунов-Бивалий
- Юрий Никулин – Балбес
- Михаил Пуговкин – Бригадир
- Владимир Басов – Милиционер